# Ганчар, Осип Семёнович
Осип Семёнович Ганчар (в ряде источников описывается как Гончаров или Ганчаров; 1796—1879) — атаман некрасовцев (потомки донских казаков, раскольников-поповцев, удалившихся после Булавинского восстания под предводительством атамана Некраса сначала на Кубань, а потом в Турцию, в Добруджу).

## Биография
Осип Семёнович Ганчар родился 3 (14) ноября 1796 года в селе Сарыкиой, в Добрудже. Предки его не были коренными некрасовцами, а переселились в Добруджу из города Литина Подольской губернии. Рано лишившись родителей, он некоторое время жил у деда, поселившегося в окрестностях Константинополя, а в 1811 году, по смерти деда, вернулся на родину и здесь сумел снискать уважение своих односельчан.
Во время русско-турецкой войны 1828—1829 гг. О. Ганчар участвовал во встрече Императора Николая I и неоднократно являлся к начальствующим лицам по общественным делам в качестве представителя некрасовцев. В 1829 году он с частью своих единоверцев переселился в Россию, где они в окрестностях Измаила образовали селение Новую Некрасовку. И здесь Ганчар был поверенным односельчан в сношениях с русскими властями. Однако некоторые его действия возбудили недоверие единоверцев, и О. С. Ганчар в 1837 году тайно возвратился на родину.
В «Туречине» занялся торговлей и ходил с караванами по разным городам турецких владений и в качестве атамана некрасовцев являлся ходатаем за них перед турецким правительством. Ганчар стал одним из самых видных представителей старообрядчества поповщинского толка, интересам которого был всецело предан. Он знакомился и вступал в союз со всяким, кто, по его мнению, мог помочь старообрядцам. Этим объясняются его последующие сношения с польскими эмигрантами. Чайковский (Садык-паша), мечтавший организовать в Добрудже казацкую силу для создания независимой ополяченной Украины, вёл переговоры с Ганчаром, оказывавшим ему содействие в надежде на помощь старообрядцам со стороны поляков. Но их сношения вызвали неудовольствие некрасовцев; пошли толки, что Ганчар продал мир польским панам, обязавшись идти на помощь полякам, когда те забунтуют. На Ганчара был сделан донос властям, и ему пришлось безвинно просидеть семь месяцев в Рущуцкой крепости в заключении.
Когда в 1840-х годах у русских старообрядцев возникло намерение учредить свою собственную иерархию в Белой Кринице, Ганчар принимал деятельное участие в поисках греческого епископа, который согласился бы перейти к ним. Возведение грека в сан старообрядческого митрополита вызвало раскол среди добруджских поповцев, и Ганчару снова пришлось вынести много неприятностей.
Во время крымской русско-турецкой войны 1853—1855 гг. Ганчар помогал Чайковскому в формировании отряда султанских казаков. Когда русские войска заняли Добруджу, ему пришлось удалиться в Константинополь. Генерал Ушаков, командовавший войсками в Добрудже, арестовал двух старообрядческих епископов и одного священника; они были сосланы в Спасо-Евфимьевский монастырь в Суздале. Ганчар усиленно хлопотал о их возвращении перед правительствами турецким и французским, но безуспешно. По окончании войны он возвратился в Добруджу и продолжал агитацию в пользу своих единоверцев.
В 1862 году Осип Семёнович Ганчар ездил в Париж, куда его вызвали русские и польские эмигранты в надежде через него организовать казацкую и старообрядческую военную силу, враждебную русскому правительству, представлялся министру иностранных дел и даже, говорят, самому императору Наполеону, затем побывал в Лондоне для свидания с Герценым и Огаревым, но разочаровался в последних, найдя их людьми неверующими. Надежды врагов русского правительства не оправдались: добруджские казаки не последовали за агитаторами во время польского восстания.
В 1864 году Ганчар оказал последнюю важную услугу некрасовцам: исходатайствовал у турецкого правительства отмену казацкого положения, то есть некрасовцы освобождены были от бесплатной казацкой службы и, наравне с прочими христианскими подданными султана, обязались вносить ежегодно в казну денежную рекрутскую повинность.
Несмотря на неоднократные приглашения русского правительства, Осип Семёнович Ганчар отказывался от переезда в Россию, но наконец, уже в преклонном возрасте, он с Высочайшего разрешения поселился в Хвалынске Саратовской губернии, в окрестностях которого находились известные старообрядческие скиты, и перед смертью принял там монашество с именем Иоасафа.
Осип Семёнович Ганчар скончался в 1879 году в городе Хвалынске, где и был похоронен.
A. Кудрявцев даёт такую характеристику Ганчара: «Он был бескорыстен, как Аристид. Этот низенький, тщедушный старик обладает страшной физической силой и невероятной ловкостью движений; он скороход необыкновенный; писать он умеет только уставом, но пишет чрезвычайно проворно, пишет стихи, свои мемуары, поучения, богословские трактаты. Деятельности и подвижности его нет пределов. Он вечно занят, вечно в хлопотах, вечно снует от Тульчи до Константинополя, до Ясс и до Парижа».